# Eucera parnassia
Eucera parnassia là một loài Hymenoptera trong họ Apidae. Loài này được Pérez mô tả khoa học năm 1902.